# Lazar Radović
Lazar Radović je bivši jugoslovenski fudbaler. U klupskoj karijeri je nastupao za timove poput PSV-a i Partizana. Za reprezentaciju Jugoslavije odigrao je 7 utakmica, i predstavljao ju je na Olimpijadi 1964. u Tokiju.

## Biografija
Lazar Radović je rođen 13. novembra 1937. godine u Podgorici. Posle završene gimnazije, četiri godine je radio kao novinar Radio Titograda. U klupskoj karijeri odigrao je oko 350 utakmica, igrajući u Crnoj Gori, Srbiji, Grčkoj i Holandiji. Bio je član fudbalske reprezentacije Jugoslavije i učesnik Olimpijskih igara u Tokiju 1964. godine. Po završetku klupske karijere radio je u Philipsu u Holandiji od 1968. do 1972. godine, a kasnije kao direktor njegovog predstavništva u Beogradu do 2002. godine. Bio je generalni sekretar FK Partizan, član međunarodne komisije FSJ i predsednik stručnog odbora FSJ. Govori više jezika.

## Klupska karijera

### Jugoslavija
Svoju profesionalnu karijeru započeo je u Crnoj Gori. Prvi klub za koji je nastupao od 1955. do 1958. godine je Budućnost iz Podgorice (u to vreme Titograda). Za njih je odigrao sedamdesetjednu utakmicu postigavši 21 gol. Posle sezone 1958./1959. mnogi jugoslovenski velikani su se zainteresovali za njega, te se na kraju odlučio da pređe u Partizan.
Nastupajući za Partizan osvojio je 4 puta prvenstvo SFR Jugoslavije: 1961. 1962. 1963. i 1965. godine. Dva puta je bio vicešampion (1958. i 1959. godine). Nastupao je za Partizan osamdesetjedan put postigavši petnaest  golova. Bio je član "Partizanovih beba", generacije koja je ostvarila najveći uspeh Partizana igrajući finale Kupa evropskih šampiona.

### Inostranstvo
Prvu sezonu u inostranstvu proveo je u Grčkoj Trikali. Tamo nije dugo ostao. Odigrao je dvadeset utakmica i istakao se kao jedan od boljih pojedinaca u ekipi koja se borila za opstanak. Posle uspešne sezone u Trikali, napušta Grčku.
Godine 1966. prelazi u Holandiju gde će ostati do 1972. Prvi klub za koji je nastupao tri godine je Kserkses iz Roterdama. U prvoj sezoni po dolasku, pomaže Kserksesu da uđe u prvi rang takmičenja u Holandiji. U drugoj sezoni Eredivizije, klub je zauzeo sedmu poziciju, ali je usled finansijskih problema bio izbačen iz takmičenja.
Naredne četiri godine nastupao je u dresu PSV-a iz Eindhovena. Za crveno-bele je odigrao stodvadesetjednu utakmicu, uz jedan pogodak. U sezoni 1968/1969 je sa PSV-om preko kup takmičenja stekao pravo da igra Kup pobednika kupova, gde je pomogao timu da dođe do osmine finala. Najveći uspeh u ligi bilo je treće mesto 1969/1970.

## Uspesi i priznanja
Dok je igrao za Partizan, postigao je gol u Kupu evropskih šampiona Sportingu iz Lisabona, kojim je pomogao ekipi da se domogne osmine finala u sezoni 1961/62, a u sezoni 1963/64 je bio jedan od ključnih igrača u prolasku u četvrtfinale gde ih je savladao Inter
U Kserksesu ga je ugledni list Het Parol proglasio za igrača godine na području Roterdama.
Dve godine zaredom igrao je finale kupa Holandije sa PSV-om, 1969. i 1970. U finalu 1969. postigao je gol kojim je utakimca protiv Fejnorda završena 1-1, ali u revanšu je njegov tim poražen.
Osvojio je četiri titule sa Partizanom, a sa Kserksesom je ostvario promociju u prvu ligu.